# David Warren
David Warren (20. března 1925 Groote Eylandt (Austrálie) – 19. července 2010 Melbourne) byl australský vynálezce a chemik. Proslul vynálezem tzv. černé skříňky, která zaznamenává na palubě letadel informace o letu pro případ havárie.
Když mu bylo devět let, v roce 1934, jeho otec zahynul při leteckém neštěstí, když se zřítilo poštovní letadlo nad Bassovou úžinou mezi Tasmánií a Austrálií. Příčina havárie nebyla nikdy objasněna. Po celý život to byla pro něj motivace k práci na technologii zlepšující bezpečnost leteckého provozu.
Vystudoval chemii na University of Sydney, titul Ph.D. získal na Imperial College v Londýně.
Po studiích nastoupil do leteckého výzkumného střediska v Melbourne, kde pracoval celý život. V 50. letech se zúčastnil vyšetřování záhadné havárie prvního proudového dopravního letadla de Havilland Comet a uvědomil si, jakou cenu by měl záznam o letu před havárií. Tak roku 1953 vznikl základní koncept černé skříňky a první prototyp byl vyroben roku 1956. Šlo o žáruvzdorný a pancéřovaný magnetofon s ocelovými páskami, na které byla zaznamenávána komunikace v kokpitu.
Zpočátku nebyl tento vynález přijímán, ale v roce 1958 během své neformální návštěvy Sir Robert Hardinghem, bývalý vicemaršál britského letectva, vyzval při obědě Warrena, aby ukázal svůj „neoficiální projekt“. Sir Robert Hardinghem postřehl potenciál tohoto zařízení a Warren se svou černou skříňkou byl téměř okamžitě pozván do Anglie. Tam bylo přijetí vynálezu velmi povzbudivé. Ministerstvo letectví oznámilo, že instalace letového zapisovače „černé skříňky“ i pro záznam přístrojových údajů by mohla být brzy povinná. Roku 1961 australské úřady jako první rozhodly o povinné instalaci černých skříněk v letadlech.